# Sisoma (Sayur Matinggi)
Sisoma is een bestuurslaag in het regentschap Tapanuli Selatan van de provincie Noord-Sumatra, Indonesië. Sisoma telt 896 inwoners (volkstelling 2010).